# Martha Reeves

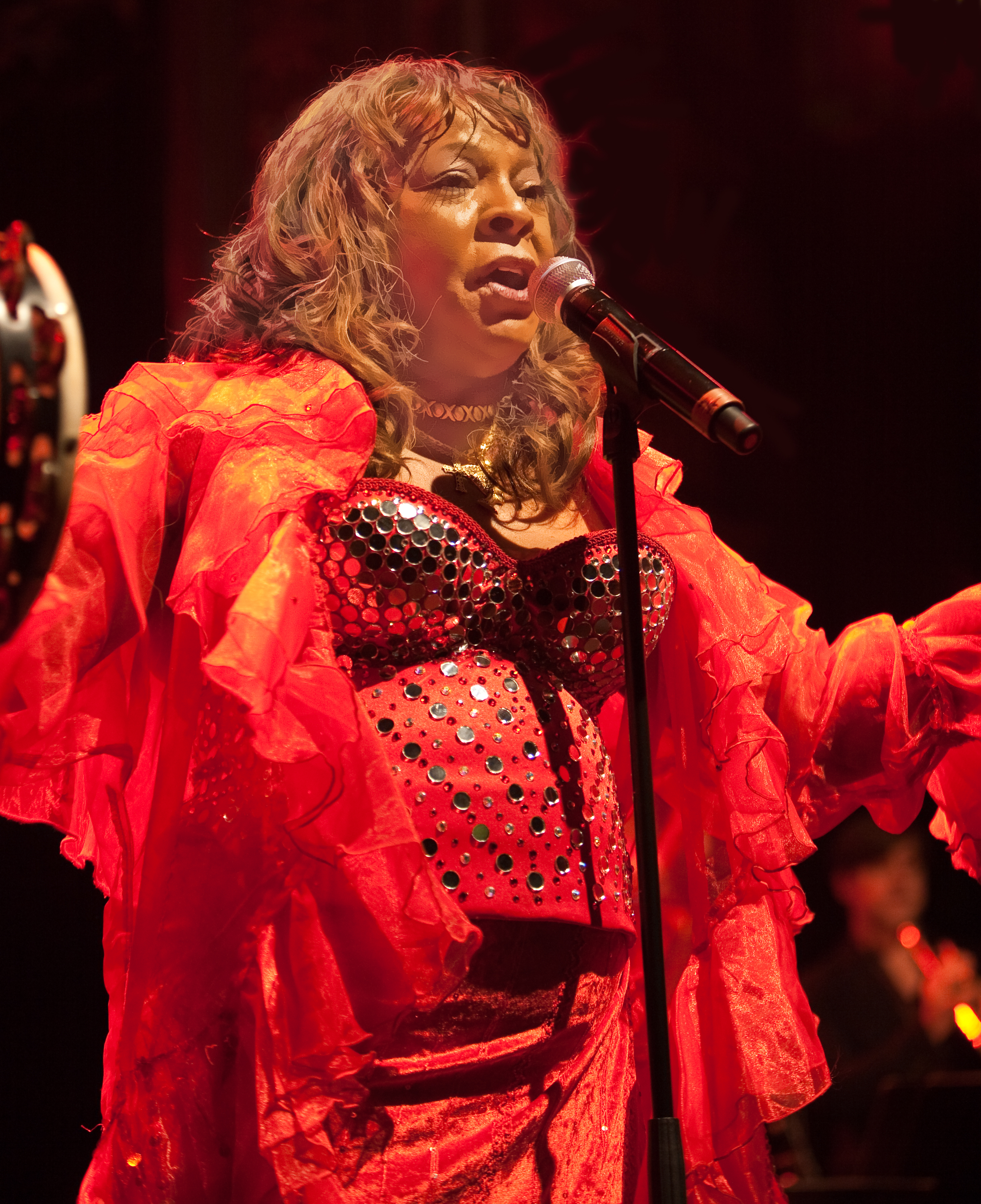
Martha Reeves i Stockholm 2011

Martha Reeves, född 18 juli 1941 i Eufaula, Alabama, är en amerikansk R&B- och soulsångare. Hon var medlem i gruppen Martha and the Vandellas.
Reeves växte upp i Detroit, Michigan. Hon gick 1960 med i tjejgruppen The Del-Phis och uppmärksammades av en representant för det lokala skivbolaget Motown. Hon fick till att börja med arbete som sekreterare på skivbolaget, och medverkade också som bakgrundssångerska, bland annat på Marvin Gayes första hits. 
De första inspelningarna med Martha and the Vandellas gjordes 1962. Under de kommande fem åren hade gruppen flera stora hits som blivit klassiska, bland dem "(Love Is Like a) Heat Wave", "Dancing in the Street" och "Nowhere to Run".
Martha Reeves blev soloartist 1972, och har därefter gjort kritikerrosade skivor som dock inte blivit kommersiella framgångar. Hon har också deltagit i en Broadwayuppsättning och engagerat sig i lokalpolitiken i hemstaden Detroit.
Martha and the Vandellas blev invalda i Rock and Roll Hall of Fame 1995.

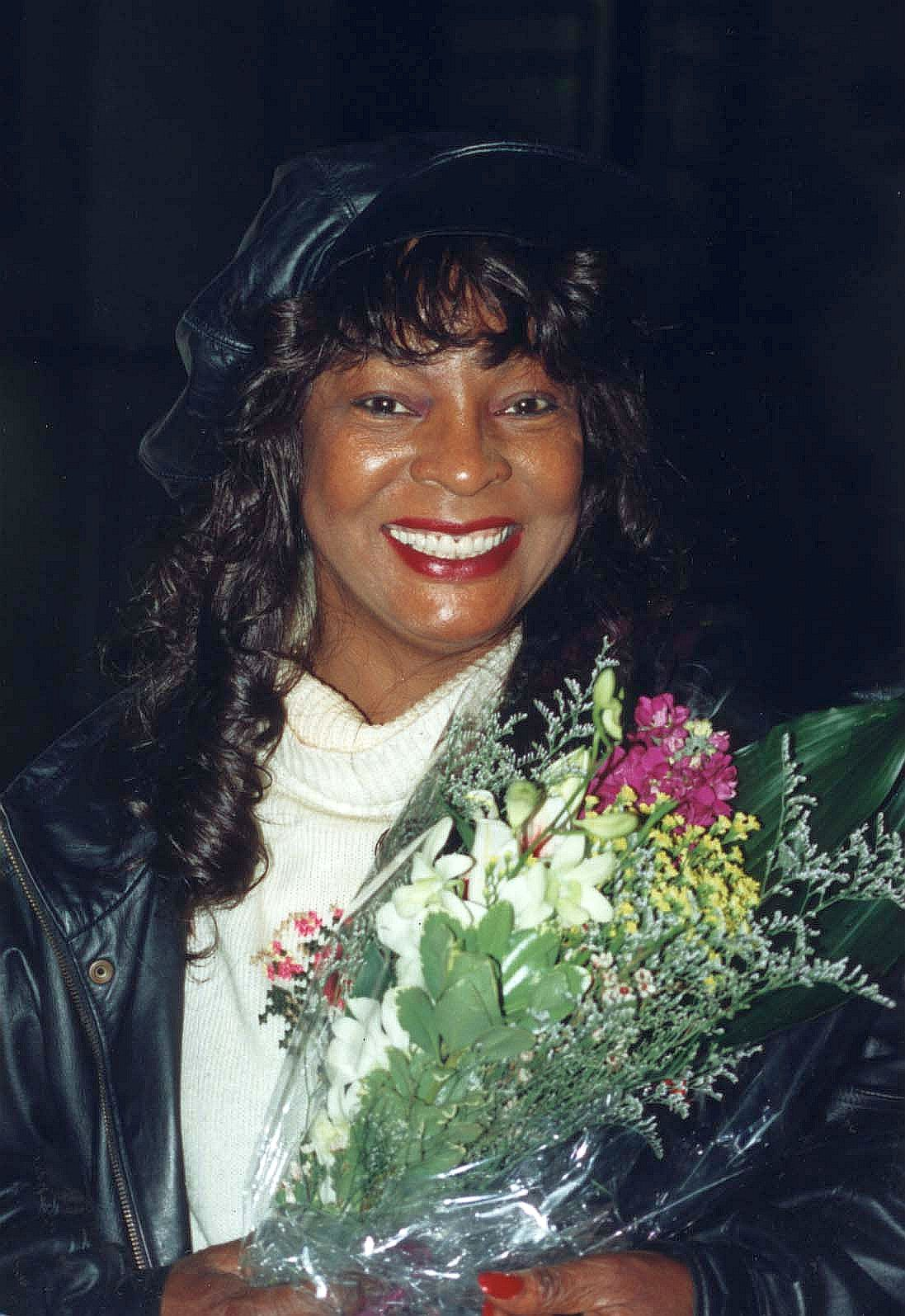
Martha Reeves 1996
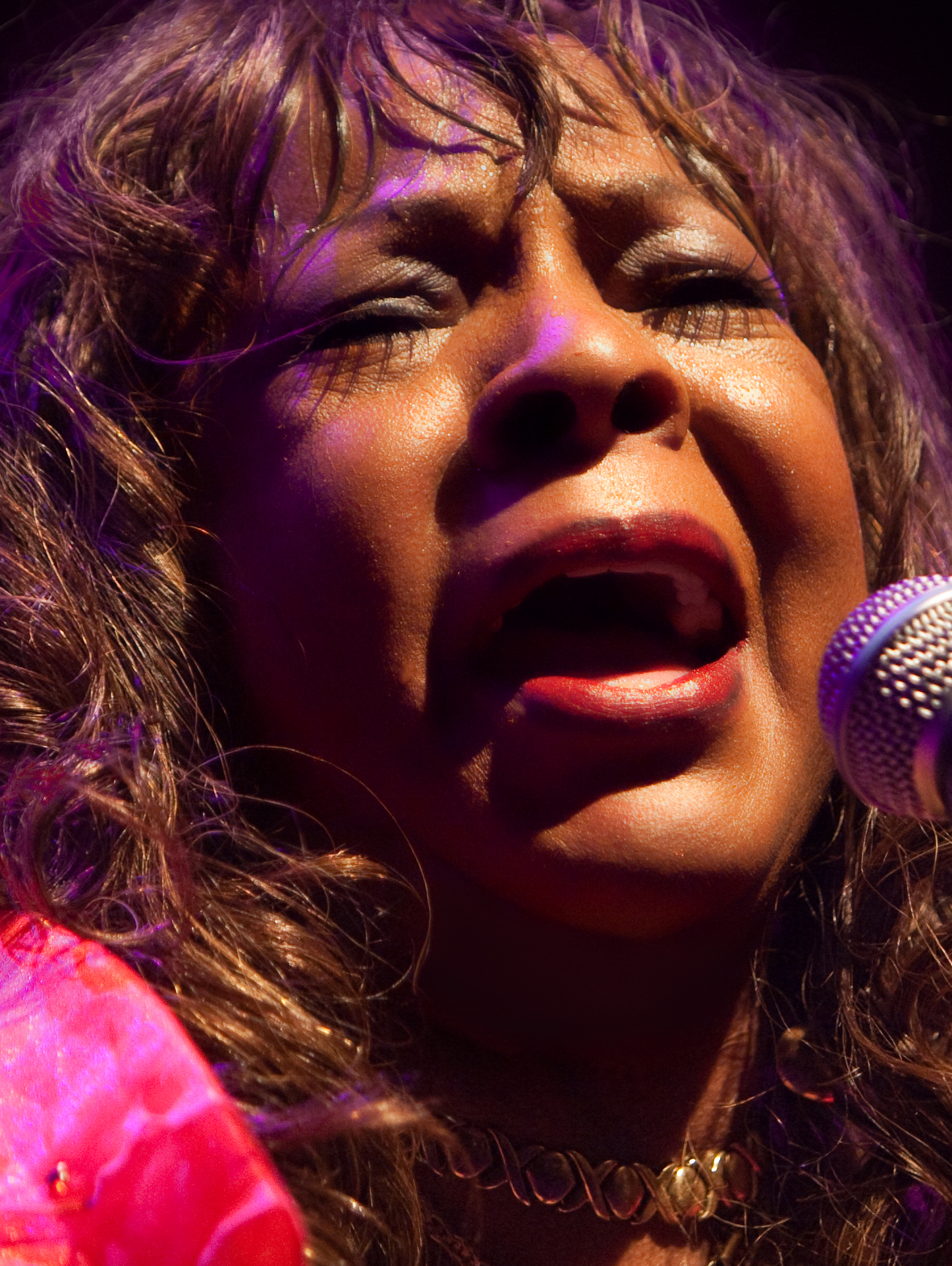
Martha Reeves January 2011

## Diskografi
- 1974 – Martha Reeves
- 1975 – Rainbow
- 1977 – For the Rest of My Life
- 1978 – We Meet Again
- 1980 – Gotta Keep Moving
- 2004 – Home to You